# Anna Nyström
Anna Cecilia Nyström, född 15 februari 1992, är en svensk influerare och träningsprofil, framförallt aktiv på instagram. Hon passerade 8 miljoner följare under 2020 och har varit aktiv sedan 2013.

## Biografi
Anna Nyström tränade bland annat fotboll när hon var yngre, men i samband med studier slutade hon nästan helt. Hon skaffade instagramkonto 2013 och ungefär samtidigt hade hon börjat träna. På instagram lade hon upp bilder från träningen, varvat med livsstilsbilder. Hon tränade mycket med tunga vikter och menar att det 2012 var ovanligt för kvinnor, men hade börjat bli populärt. Det gjorde att hennes konto fick ett stort genomslag på instagram, och hon mötte det med ännu fler bilder vilket ledde till större uppmärksamhet. Bilderna är nästan uteslutande på henne själv i olika livsstilssituationer eller under träning.
Hon har utbildat sig till personlig tränare, och lanserade det egna varumärket Ryvelle våren 2020 som saluför träningskläder. Hon lämnade styrelsen under 2021 men har inte gått ut offentligt med om hon fortfarande har kopplingar till företaget.
Trots de många följarna och det utåtriktade arbetet med instagram har hon valt att hålla en låg profil. Det har lett till spekulationer att hennes profil skulle vara falsk.